# Styraconyx nanoqsunguak
Styraconyx nanoqsunguak är en djurart som tillhör fylumet trögkrypare, och som beskrevs av Kristensen och Higgins 1984. Styraconyx nanoqsunguak ingår i släktet Styraconyx och familjen Halechiniscidae. Inga underarter finns listade i Catalogue of Life.